# De Korenbloem (Sommelsdijk)
De Korenbloem is een korenmolen aan de Westdijk in het dorp Sommelsdijk, in de Nederlandse provincie Zuid-Holland. Het is een ronde bakstenen stellingmolen uit 1705. De molen is in 1973 verkocht aan de toenmalige gemeente Sommelsdijk en is in 1975-1977 gerestaureerd. Er zijn drie koppels maalstenen aanwezig. In 1988 is de molen eigendom geworden van de Molenstichting Goeree-Overflakkee. De Korenbloem is op afspraak te bezoeken.

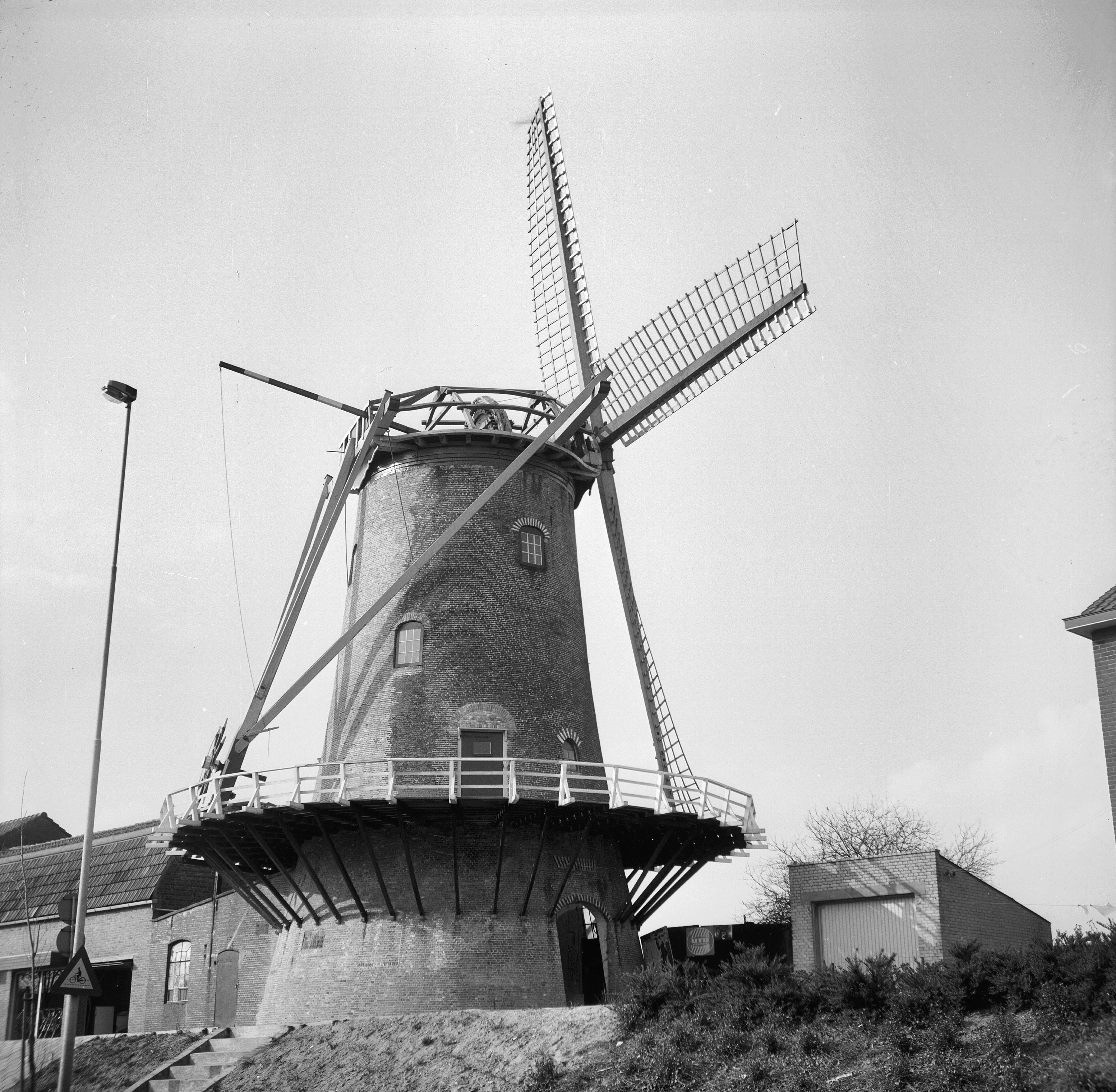
De Korenbloem. RCE, 1977.

De Bommelaer ·
De Dankbaarheid ·
De Eendracht ·
De Hoop ·
De Korenbloem ·
d'Oranjeboom ·
De Korenaar ·
Korenlust ·
De Korenbloem ·
Windlust ·
Windvang ·
De Zwaan

Molenstichting Goeree-Overflakkee